# Hrdina Bulharské lidové republiky
Hrdina Bulharské lidové republiky (bulharsky: Герой на Народна република България) byl čestný titul a nejvyšší státní vyznamenání Bulharské lidové republiky. Udílen byl od roku 1948 občanům Bulharska i cizím státním příslušníkům za hrdinské činy nebo za službu na obranu vlasti a spojeneckých zemí.

## Historie a pravidla udílení
Čestný titul Hrdina Bulharské lidové republiky byl spolu s dalšími třemi čestnými tituly vytvořen výnosem prezidia Národního shromáždění č. 960 ze dne 15. června 1948. Vycházel ze svého sovětského vzoru Hrdiny Sovětského svazu. Byl určen bulharským občanům i cizím státním příslušníkům a byl udílen za hrdinské činy či za službu vlasti a spojeneckým zemím. Příjemci čestného titulu obdrželi také odznak zvaný Zlatá hvězda a Řád Georgiho Dimitrova.
Titul byl zrušen po pádu komunistického režimu v roce 1990. Do té doby byl udělen v 58 případech.

## Insignie
Odznak měl podobu hladké zlaté pěticípé hvězdy o průměru 34 mm. Na zadní straně byl nápis ГЕРОЙ НА НР БЪЛГАРИЯ (hrdina Bulharské lidové republiky).
Vyznamenání se nosilo na červené stuze, která byla připevněna mezi dvěma zlatými destičkami.